# Tomb Raider II – Starring Lara Croft
Tomb Raider II [ˈtuːmˌ ɹeɪdə] ist ein Action-Adventure-Computerspiel der Reihe Tomb Raider. Es ist der zweite veröffentlichte Teil dieser Reihe. Das Spiel wurde von Core Design entwickelt und von Eidos Interactive veröffentlicht. Tomb Raider II wurde 1997 für Windows, Mac OS und die PlayStation auf den Markt gebracht. In diesem Teil der Reihe sucht die Archäologin Lara Croft den Dolch von Xian. Das Spiel verkaufte sich etwa 8 Millionen Mal weltweit für die PlayStation.

## Handlung
Im antiken China existierte ein Herrscher, der sich mithilfe des Dolches von Xian die Drachenkraft zunutze machte und somit viele Schlachten zu seinen Gunsten entschied. Er hatte sich den Dolch in die Brust gerammt und war somit selbst ein mächtiger Drache geworden. Bei einer Schlacht nahe der Großen Mauer wurde ihm jedoch dieser Dolch durch einen Soldaten aus dem Leibe gerissen, woraufhin der Herrscher starb. Der Dolch wurde daraufhin in Xian in einem Tempel versteckt.
Nach vielen tausenden von Jahren möchte sich die Archäologin Lara Croft den Dolch von Xian aneignen, wobei sie auf Marco Bartoli trifft, der dasselbe Ziel verfolgt. Marco Bartoli ist der Kopf einer Mafiaorganisation.

## Spielprinzip
Tomb Raider II besitzt ein erweitertes Waffenarsenal. Die Pistolen mit unbegrenzter Munition, die Schrotflinte und die Uzis sind wieder im Spiel vorhanden. Die Magnums wurden gegen automatische Pistolen getauscht. Hinzugefügt wurden das M16, die Harpune, die insbesondere unter Wasser genutzt wird, und der Granatwerfer, die mächtigste Waffe. Zudem existieren auch namenlose menschliche Gegner; in Tomb Raider 1 hatten alle menschlichen Gegner eine bestimmte Identität im Spiel, während beim zweiten Teil fast nur Handlanger zu bekämpfen sind.
In Tomb Raider II können verschiedene Fahrzeuge benutzt werden. In bestimmten Leveln kann man Motorboote und Schneemobile fahren. Beide Fahrzeuge haben auch einen Turboantrieb. Mit dem Schneemobil können Gegner überfahren werden. Hierbei gibt es Schneemobile mit Turboantrieb und Schneemobile mit Maschinengewehren, aber ohne Turboantrieb.
Das Aussehen des Spielcharakters wurde geändert. Lara Croft hat einen langen Zopf und eine nicht mehr allzu sehr nach vorne gezogene Oberweite. An verschiedenen Orten wechselt Lara ihre Kleidung. In den Unterwasser-Leveln trägt sie einen Neoprenanzug, in den Gebirgsleveln eine Bomberjacke, und im letzten Level ein blaues Nachthemd.
Eine neue Fertigkeit erhielt Lara Croft in Bezug auf den Vorgänger. Der Charakter kann nun auch im Sprung eine Rolle machen.
Wie beim Vorgänger müssen im Spiel Rätsel gelöst und Gegenstände gesammelt werden, die dann im weiteren Spielverlauf eingesetzt werden. Die meisten Level enthalten versteckte Räume, in denen Belohnungen in Form von Waffen, Munition oder Artefakte (kleinen Stein-, Jade- und Golddrachen) zu finden sind. Werden alle Drachen in einem Level gefunden, so erhält man eine große Anzahl an Munition, Medipacks (Heilpakete) und (noch nicht aufgenommene) Waffen.
In Tomb Raider II besucht Lara verschiedene Orte. Von der Großen Mauer in China kommt sie nach Venedig in Italien. Von dort aus wird sie zu einer Bohrinsel verschleppt, kommt dann zum Wrack der Maria Doria und rettet sich dann schließlich nach Tibet in das Himalaya-Gebirge. Von dort aus geht sie nach Xian, China, zurück. Letzten Endes erreicht sie ihr Zuhause in England. Insgesamt hat das Spiel 18 Level.
Das Trainingslevel wurde so erweitert, dass der Außenbereich des Anwesens der Crofts erkundet werden kann. Dazu wurde ein Trainingsparcours eingebaut.

## The Golden Mask
In diesem Downloadable Content begibt sich Lara auf die Suche nach einer goldenen Maske, welche sich auf den Aleuten in Alaska befinden soll. Lara stößt bei Recherchen auf einen Zeitungsartikel, der von einem Goldfund am Beringmeer durch Einheimische und einem Konflikt bei den daraus folgenden Besitzansprüchen handelt. Das beistehende Schwarzweißbild, auf dem ein Eskimo eine antike goldene Maske hält, weckt zusätzlich ihr Interesse. Lara vermutet, dass es sich hierbei um die berüchtigte „Goldene Maske von Tornarsuk“ handelt – eine Maske, die angeblich eine Wiederauferstehung möglich machen kann. Im Artikel finden sich außerdem Hinweise auf eine versteckte militärische Bergwerksanlage im selben Gebiet. So macht sich Lara auf den Weg, um nach der goldenen Maske zu suchen.
Tomb Raider II: The Golden Mask besteht aus vier Leveln und einem Bonuslevel, welcher nur dann spielbar wird, wenn man alle Geheimnisse der vier Basislevel errungen hat.
- Der Kalte Krieg – dieser Startlevel findet rund um ein geheimes Militärbergwerk statt und ist vergleichsweise einfach zu spielen. Man kann zudem mit dem Schneemobil fahren.
- Das Gold des Narren – dieser Level ist im Gegensatz zum ersten etwas anspruchsvoller. Lara erreicht das Innere des Bergwerkes und muss dort gegen mehrere Söldner, die teilweise mit einem Flammenwerfer ausgestattet sind, kämpfen.
- Hochofen der Götter – er stellt eine verlorengegangene Zivilisation dar, in deren Landschaft oft eine gelbe, lebensbedrohliche Flüssigkeit zu finden ist; in der Tomb Raider Community existiert die Meinung, es könne sich dabei um flüssiges Gold handeln. Hier vermutet Lara, die Goldene Maske zu erbeuten, was im Endeffekt auch eintritt.
- Königreich – ein großer Urwald, in dem der Bigfoot zuhause ist. Am Ende muss Lara gegen den Wächter des Königreichs kämpfen. Ist dieser besiegt, endet das offizielle Spiel.
- Alptraum in Vegas – ein Bonuslevel, der als Alptraum Laras dargestellt wird. Hier spielen ein Tyrannosaurus Rex, Laras Butler Winston und, erneut, der Wächter des Königreiches eine Rolle.

## Rezeption
Die Fortsetzung sei umfangreich mit anspruchsvollen Leveln in internationalen Schauplätzen. Die Wege seien verschlungener und der Anteil an Action sei erhöht. Der Schwierigkeitsgrad sei zu hoch und werde nur durch die Speicherfunktion abgemildert. Technisch seien kaum Innovationen ersichtlich, die Melodien der Hintergrundmusik stammen zum Großteil aus dem Vorgänger. Wie im Vorgänger stören Clippingfehler. Die Kameraführung sei oft nicht optimal. Die Computergegner reagieren träge. Das Spielprinzip bleibe jedoch genial und die Atmosphäre sehr dicht. Im Vergleich zum Vorgänger gebe es bessere Animationen. Die Steuerung erfordere immer noch eine exakte Positionierung vor Schaltern. Die neuen Unterwasserkämpfe, Motorboote, Leuchtfackeln sowie Level unter freiem Himmel seien willkommene Neuerungen. Die Texturen beeindrucken mit opulenten Farben. Während im Vorgänger mehr Leerlauf in den Levels herrsche, sei nun die Action verdichtet.

### Auszeichnungen
- Action Adventure des Jahres 1997[11]